# Osicze (gmina Kriwa Pałanka)
Osicze lub Osiče (maced. Осиче) – wieś w północno-wschodniej Macedonii Północnej, w gminie Kriwa Pałanka.